# بوريس روليد
بوريس روليد (3 فبراير 1917 – 1942) هو سبّاح إستوني راحل، مثّل بلاده في الألعاب الأولمبية الصيفية 1936.

## روابط خارجية
بوريس روليد على موقع الاتحاد الدولي للسباحة (الإنجليزية)
- بوريس روليد على موقع اللجنة الأولمبية الدولية (الإنجليزية)
- بوريس روليد على موقع أوليمبيديا (الإنجليزية)